# Albuminémie
 Mise en garde médicale
L’albuminémie est le taux d’albumine dans le sang.
L'albumine permet le transport de plusieurs substances dans le plasma sanguin. Ce taux est parfois mesuré lors d’analyses sanguines.

## Description
Lorsque le taux est anormalement faible, on parle d’hypo-albuminémie. Cette anomalie peut être due à un défaut de synthèse, lui-même causé par une dénutrition,.
Un taux d'albumine inférieur à 30/35 grammes par litre de sang est considéré comme marqueur d'une hypo-albuminémie (cependant, l’albuminémie n’est pas un critère diagnostique ; c’est un critère de sévérité de la dénutrition). L’hypo-albuminémie peut également être due à une inflammation, une insuffisance hépatique, une fuite digestive, cutanée ou urinaire, d’une cirrhose, d’une élimination excessive des déchets, d’une anomalie congénitale, d’une tumeur ou d’un syndrome néphrotique. Une supplémentation en albumine est possible.
Un taux d’albumine dans le sang anormalement élevé peut être un signe de déshydratation ou de diabète.